# Kupe
Kupe est un personnage historique ou mythologique néo-zélandais. Dans l'histoire orale de plusieurs iwi (« tribus ») māori, Kupe fut l'un des principaux explorateurs polynésiens qui découvrirent la Nouvelle-Zélande.
Il apparaît, entre autres, dans les histoires des Ngāti Kahungunu, des Tainui, ou encore des iwi de la région Whanganui-Taranaki. Par exemple, pour les Ngāti Kahungunu, Kupe atteignit la Nouvelle-Zélande avec sa famille dans le canoë Tākitimu.
Si Kupe a réellement existé, il vécut sans doute à une période indéterminée entre le onzième et le quatorzième siècles. Il est le plus souvent décrit comme étant originaire de Hawaiki dans le Pacifique.

## Culture populaire
- Kupe est le leader des Maoris dans le jeu vidéo Civilization VI.